# Horton Plaza

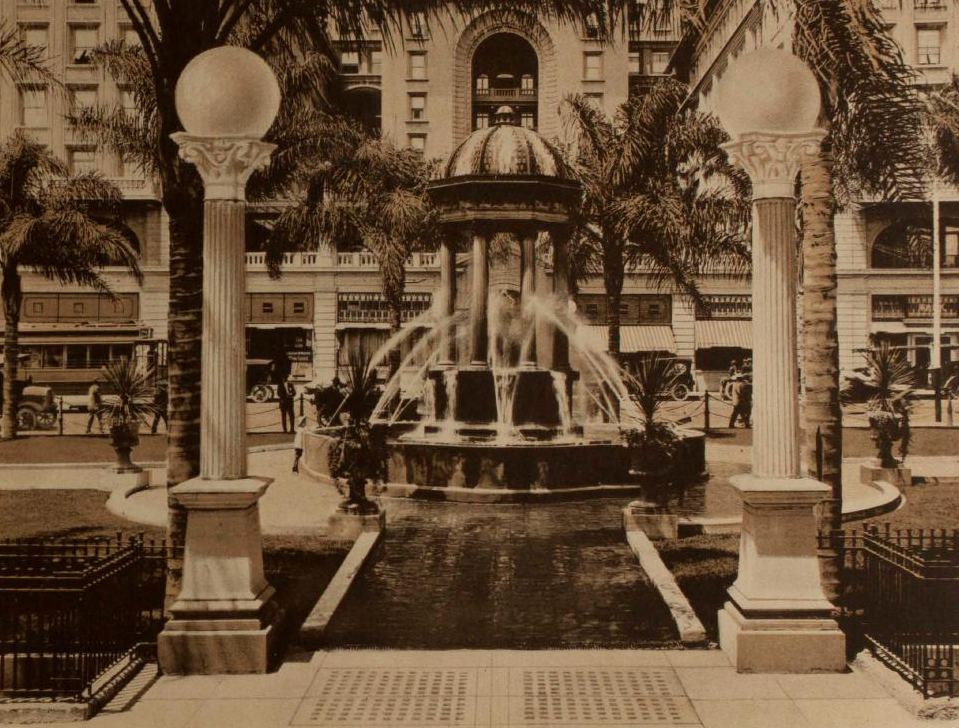
La Broadway Fountain nel 1915

La Horton Plaza è un piccolo parco cittadino di San Diego in California. La Broadway Fountain si erge al centro della piazza e fu designata edificio storico, dalla città di San Diego, il 19 marzo 1971.

## Storia
L'area su cui oggi si trova il parco fu venduta alla città di San Diego nel 1895 da Alonzo Horton, da cui in seguito prese il nome. Originariamente, il parco era destinato agli ospiti che alloggiavano nel suo hotel, l'Horton House Hotel.
La fontana, che si trova al centro del parco, fu progettata da Irving Gill il quale si ispirò al Monumento coregico di Lisicrate di Atene. Louis J. Wild, un banchiere e comproprietario dell'U.S. Grand Hotel, donò 10000 $ per la costruzione della fontana, che fu completata nel 1910. L'incisione nel fregio porta scritto "Broadway Fountain for the People", ovvero Broadway Fountain per il Popolo.

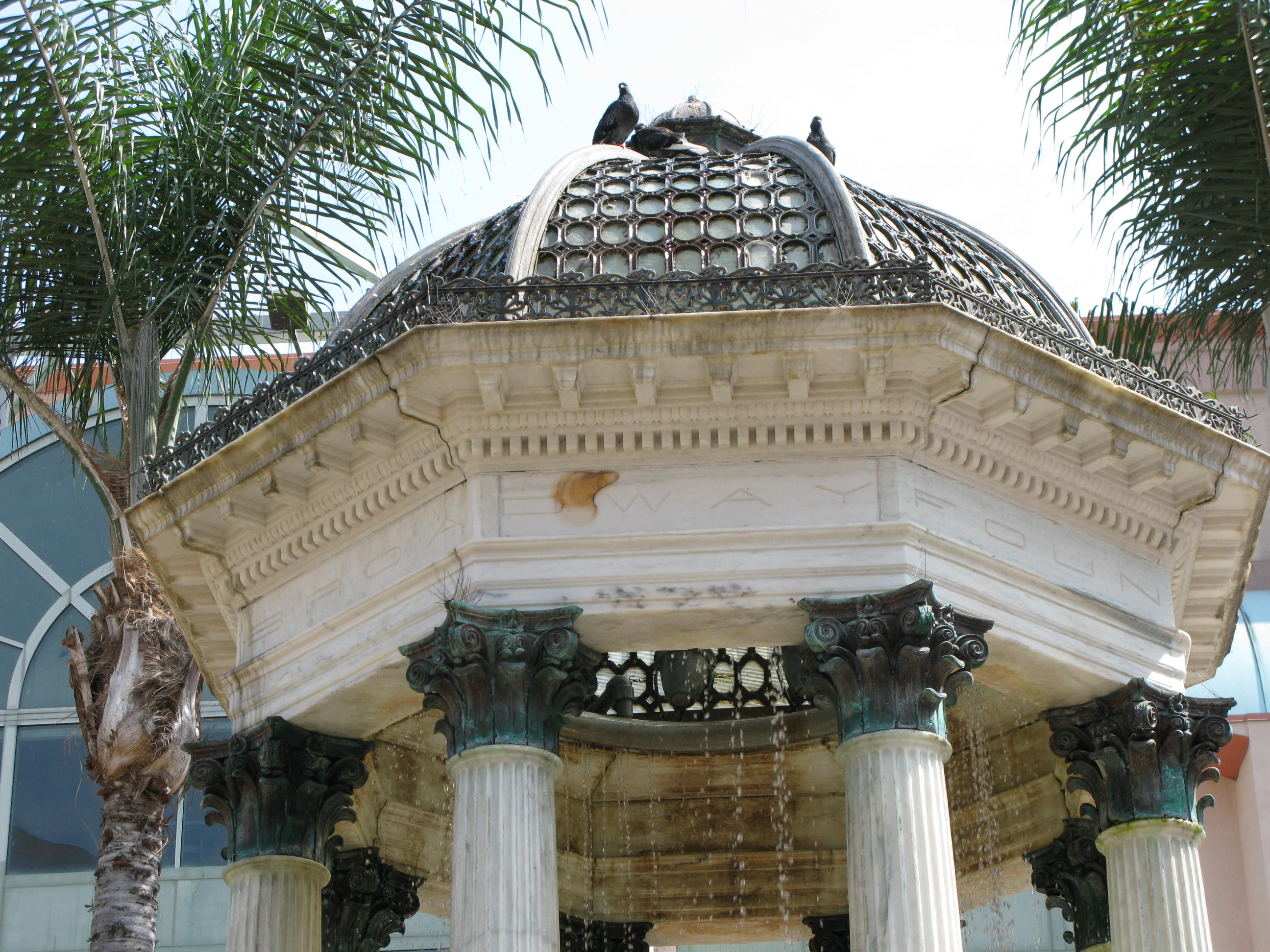
La cupola della fontana

Nel gennaio 1913, le temperature eccessivamente rigide causarono il congelamento dell'acqua della fontana, un evento raro nella regione. Durante questo particolare fenomeno, i cittadini di San Diego visitarono la fontana e camminarono sulla spessa lastra di ghiaccio che si era creata nella fontana.
Il 2 novembre 1960, l'allora senatore John F. Kennedy parlò presso l'Horton Plaza, facendo un ultimo appello agli elettori sei giorni prima delle elezioni presidenziali del 1960.
Nel 2012 la città sottopose la zona della piazza a un importante rinnovamento, trasformandola in un parco urbano e luogo d'incontro pubblico chiamato Horton Plaza Park. I gestori del vicino centro commerciale Westfield Horton Plaza si decero carico del rinnovamento della piazza che da allora ospita numerosi eventi come concerti, proiezioni e celebrazioni. La restaurata fontana Gill divenne il pezzo forte della piazza, nella quale figurano anche un anfiteatro, una fontana interattiva e sculture luminose. Il nuovo parco è stato inaugurato nel maggio del 2016.

## Geografia
La piazza confina a nord con Broadway Ave e lo U.S. Grant Hotel. Fiancheggia a est la quarta Avenue e a ovest la terza. Immediatamente a sud è possibile trovare il centro commerciale Westfield Horton Plaza.